# Fráňa Šrámek
Fráňa Šrámek (Sobotka, 19 gennaio 1877 – Praga, 1º luglio 1952) è stato uno scrittore e poeta ceco.
Di ispirazioni anarchiche, introdusse nella letteratura ceca elementi di rivolta contro lo Stato e la società. Propugnò i valori del romanticismo e dell'antimilitarismo, e mise in luce un acceso contrasto generazionale.
Nel 1946 lo Stato gli conferì il titolo di Artista nazionale.

## Opere
- Azzurro e rosso (1906)
- Ecce Homo (1904)
- Il vento d'argento (1910)
- La luna sul fiume (1922)